# Liste der Monuments historiques in Francs
Die Liste der Monuments historiques in Francs führt die Monuments historiques in der französischen Gemeinde Francs auf.

## Liste der Bauwerke
| Bezeichnung      | Beschreibung | Standort | Kennzeichnung | Schutzstatus | Datum | Bild           |
| ---------------- | ------------ | -------- | ------------- | ------------ | ----- | -------------- |
| Kirche St-Martin | Erbaut 1605  | (Lage)   | PA00083547    | Classé       | 1908  | weitere Bilder |

## Liste der Objekte
| Bezeichnung | Beschreibung          | Standort                       | Kennzeichnung | Schutzstatus | Datum | Bild |
| ----------- | --------------------- | ------------------------------ | ------------- | ------------ | ----- | ---- |
| Glocke      | Bronze, 1675 gegossen | in der Kirche St-Martin (Lage) | PM33000507    | Classé       | 1942  |      |